# Assinnu
Les assinnu sont des sacerdotes du culte d’Ishtar-Inanna qui se situent en dehors de la binarité du genre.

## Philologie
Le terme assinnum ou assinnu apparaît dans des textes sumériens et accadiens entre le milieu du troisième et la fin du premier millénaire avant notre ère.

## Fonction
Les assinnu sont des membres du culte d’Ishtar. Dans l’hymne d’Iddin-Dagan à Inanna, les assinum marchent devant la déesse en portant des vêtements masculins et féminins. Lors des rituels qui mettent en scène des batailles, les assinnu peuvent se produire avec des orchestres.
La fonction d’assinnu a évolué au cours du temps.
La fonction d’assinnu occupe une place « liminaire ou queer » dans la société, selon l’Encyclopedia of Ancient History. Elle est similaire à celle de kurgarrû, et peut être comparée à celle des galles.

## Théologie
D’un point de vue religieux, selon la Descente d'Inanna aux Enfers, la création des assinnu aurait servi à ressusciter Inanna. Les assinnu seraient des exemples du pouvoir de cette déesse, capable de transformer le masculin en féminin et vice-versa.